# Parömie
Parömie ist der wissenschaftliche Begriff für das Sprichwort und weitere verwandte Spruchgattungen.
Der Begriff kommt vom spätlateinischen paroemia, welches wiederum auf das altgriechische παροιμία paroimia, die altgriechische Bezeichnung für „Spruch, Gleichnis“ und ähnliches zurückgeht.
Davon abgeleitet ist 
- Parömiologie, die Lehre von den Sprichwörtern und verwandten Spruchgattungen.
- Parömiographie, das Sammeln und die Dokumentation von Sprichwörtern
  - ein Parömiograph ein Sammler oder Herausgeber einer Sprichwortsammlung